# Finsbury
Finsbury es un barrio del municipio de Islington (Londres). Queda inmediatamente al norte de la City de Londres y Clerkenwell, al oeste de Shoreditch, y al sur de Islington y City Road. Está en la parte meridional del municipio de Islington. El Finsbury Estate está en la parte occidental del distrito. A la parte oriental del distrito se llama, a veces, St Luke's.

## Etimología
El nombre está documentado por vez primera como Vinisbir (1231) y significa "señorío de un hombre llamado Finn."

## Historia
En la Edad Media, Finsbury formaba parte de la gran ciénaga que quedaba fuera de las murallas de la Ciudad de Londres. Dio su nombre a la división Finsbury de la hundred de Ossulstone en Middlesex. A principios del siglo XVII, se plantaron árboles y se elaboraron caminos de grava, convirtiéndose en zona de recreo. En 1641 la Honourable Artillery Company se trasladó a Finsbury, donde aún permanece, y en 1665 se abrió el cementerio Bunhill Fields. La City of London Yeomanry (COLY) también tuvo su cuartel general en la cercana Finsbury Square cuando se fundó, en tiempos de la Segunda guerra de los bóer.
La construcción en Finsbury Fields empezó a finales del siglo XVII. La iglesia parroquial dedicada a San Lucas se consteuyó en 1732-33, y a finales del siglo XVIII se construyó un suburbio residencial con su centro en Finsbury Square.
En 1832 se creó el municipio parlamentario de Finsbury, abarcando una zona considerablemente mayor, parte de la división Finsbury de la hundred Ossultone. En 1857 se abrió un parque a unos cinco kilómetros al norte de Finsbury para disfrute de los residentes del municipio parlamentario, y recibió el nombre de Finsbury Park.
El municipio metropolitano de Finsbury, en el condado de Londres, se creó en 1900, abarcando el área de Finsbury y Clerkenwell. En 1938, el doctor Chuni Lal Katial fue elegido alcalde de Finsbury, con lo que fue el primer alcalde asiático en el Reino Unido. En 1942 el consejo municipal erigió una controvertida estatua de Vladímir Lenin en Holford Square (hoy demolida). El municipio se suprimió en 1965 y el territorio pasó a formar parte del municipio londinense de Islington.

## Residentes famosos
- George Cruikshank, el ilustrador victoriano, vivió en Amwell Street.
- Arthur Mullard, actor cómico.

## Hoy
El nombre de Finsbury se usa sobre todo en referencia a la parte occidental del distrito, la sede del anterior ayuntamiento de Finsbury, Finsbury Estate, Exmouth Market, el teatro de Sadler's Wells, Islington Local History Centre, Islington Museum y City University.

## Transporte
Lugares cercanos:
- Clerkenwell
- Pentonville
- Islington
- City de Londres

Estaciones de metro más cercanas:
- Angel - Northern Line
- Barbican - Circle, Hammersmith & City y Metropolitan lines
- Finsbury Park

## Galería

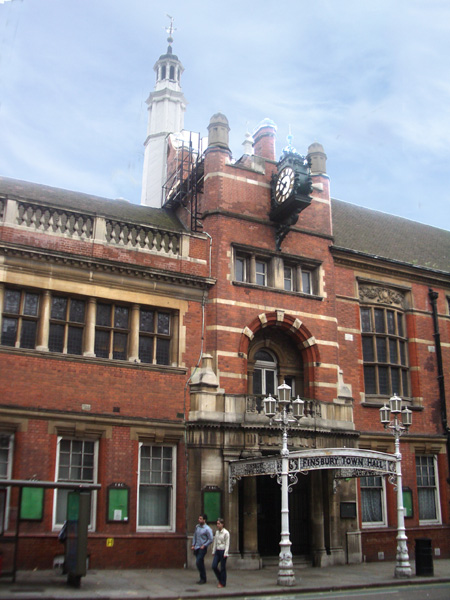
Ayuntamiento de Finsbury
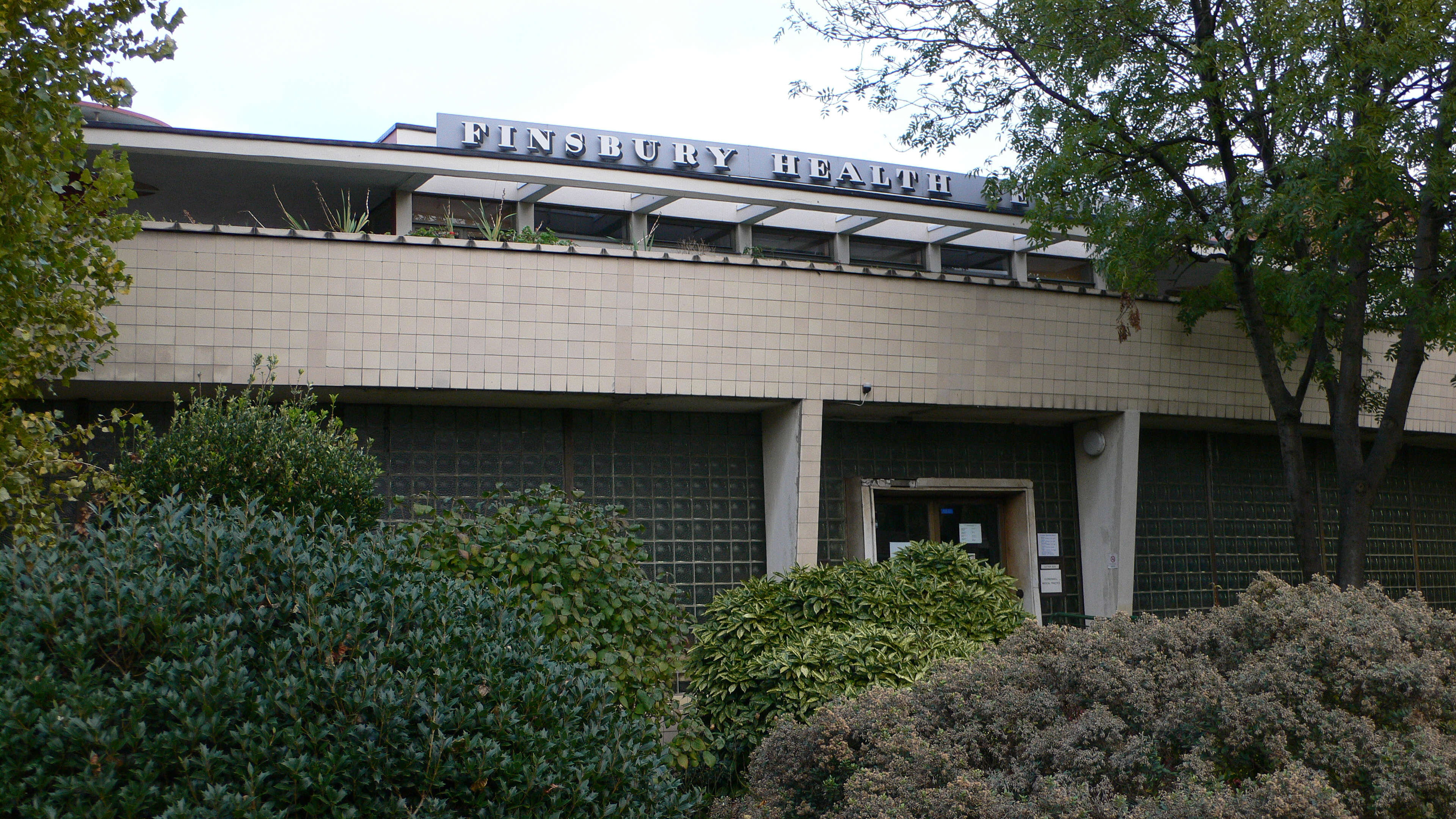
Finsbury Health Centre, diseñado por Lubetkin
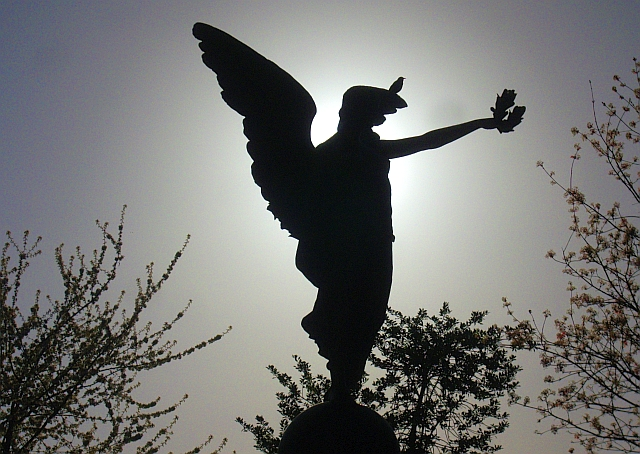
Finsbury War Memorial